# Mesoclistus cushmani
Mesoclistus cushmani là một loài tò vò trong họ Ichneumonidae.